# (29624) Sugiyama
(29624) Sugiyama (1998 TA) – planetoida z pasa głównego asteroid okrążająca Słońce w ciągu 3,53 lat w średniej odległości 2,32 j.a. Odkryta 2 października 1998 roku.